# Rana dalmatina
Espèce
Synonymes
- Rana agilis Thomas, 1855
- Rana gracilis Fatio, 1862
- Rana agiloides Brunner, 1951
- Rana muelleri Brunner, 1959

Statut de conservation UICN

 LC  : Préoccupation mineure

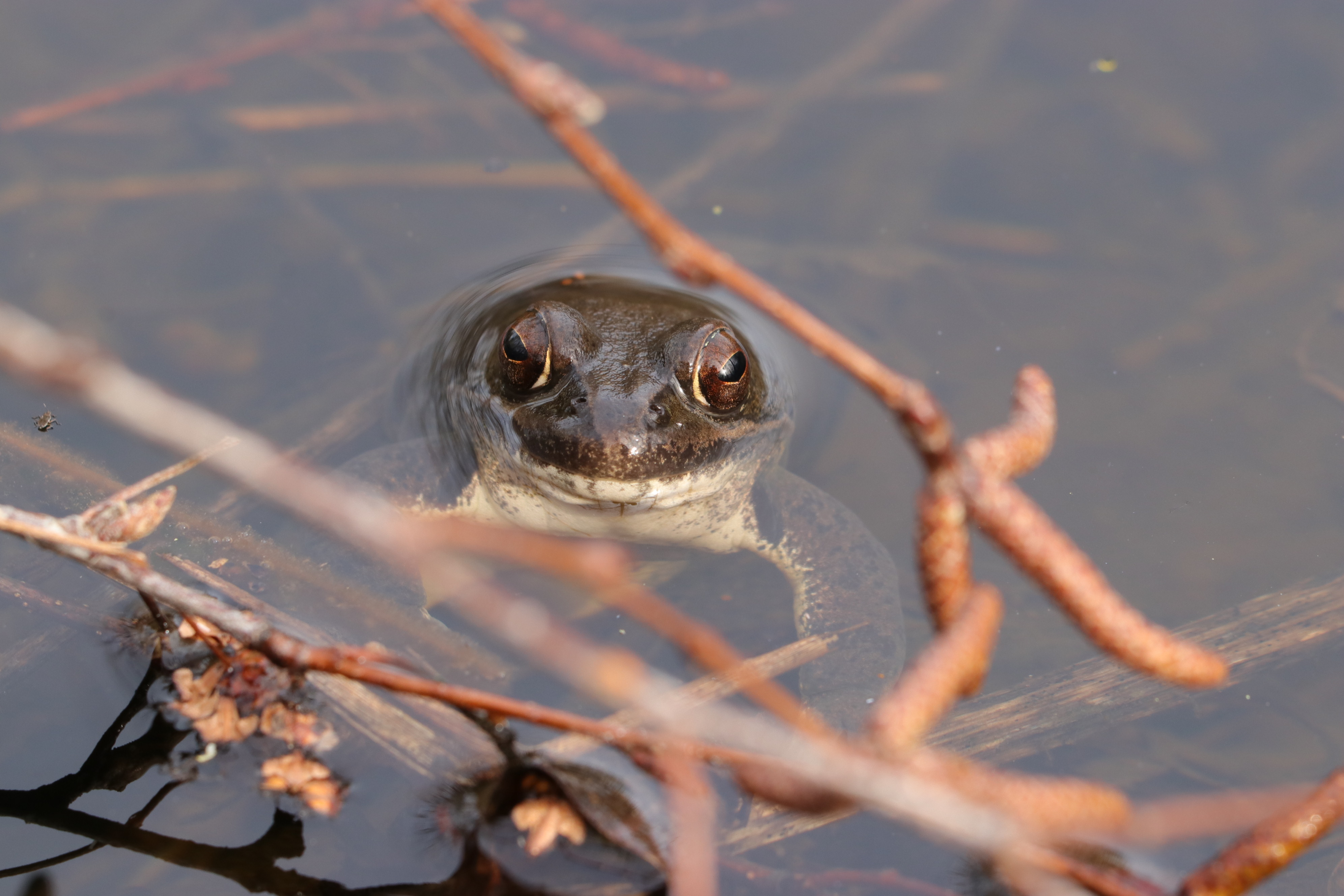
Grenouille agile en phase aquatique dans un fossé tourbeux.

Rana dalmatina ou grenouille agile est une espèce d'amphibiens de la famille des Ranidae. Comme d'autres grenouilles, elle est parfois appelée grenouille pisseuse, car elle peut vider son cloaque lorsqu'on la manipule.
C'est une grenouille brune, comme le sont en Europe la grenouille des champs Rana arvalis et la grenouille rousse Rana temporaria.

## Description

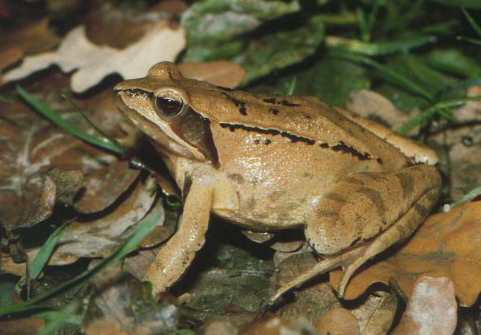
Fig. 1 Grenouille agile, au museau pointu.

La grenouille agile, mesure de 45 à 65 mm (au maximum 8 cm). La femelle est légèrement plus grosse que le mâle.
C'est une grenouille à l'aspect élancé, au museau plutôt long et pointu (vu de profil), aux pupilles ovales horizontales. Le masque temporal, ce bandeau sombre s'étendant du bout du museau à l'arrière du tympan, est toujours bien visible. Le tympan est très grand, de la taille de l’œil. Les glandes parotoïdes sont absentes ou indistinctes.
Les membres postérieurs sont longs ou très longs (en rabattant la jambe vers l'avant, le talon dépasse, parfois fortement, le bout du museau, fig. 2), à la différence de la grenouille rousse. La palmure est moyenne. Les jambes sont régulièrement barrées.

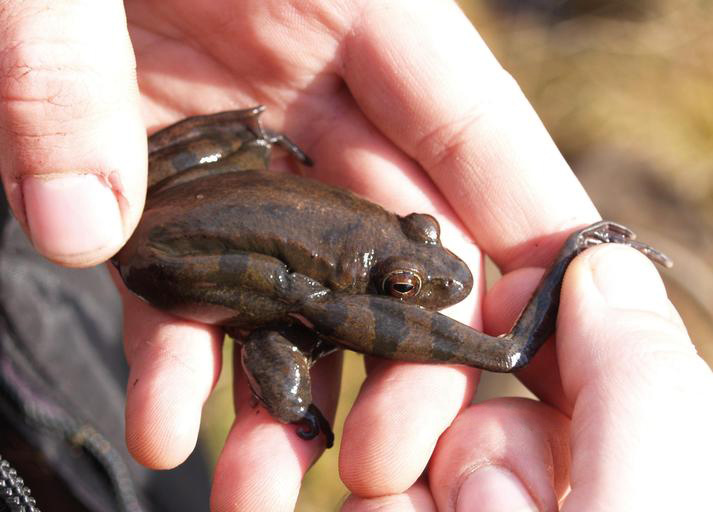
Fig. 2 Grenouille agile, individu reproducteur sombre. Les jambes sont très longues, le talon dépassant le bout du museau.

La peau dorsale est lisse avec de petites glandes aplaties. Les replis latéraux-dorsaux, deux lignes bien marquées sur les flancs, sont bien marqués et parallèles. Ils peuvent être parfois interrompus. Parfois une marque en forme de chevron ∧ se dessine entre les épaules, comme pour la grenouille rousse.
La coloration est peu variable. La face supérieure du corps a la couleur des feuilles mortes : brun roussâtre ou grisâtre plus ou moins foncé, uniforme ou légèrement tachetée de sombre. Chez l'adulte reproducteur, dans l'eau, elle est presque noire. Les individus sombres peuvent avoir des stries foncées sur les côtés de la gorge. La face inférieure va du blanc nacré au jaunâtre ou rosâtre.
Le mâle reproducteur possède des callosités nuptiales grisâtres. Il ne possède pas de sac vocal.

## Distribution et habitat
- Répartition :

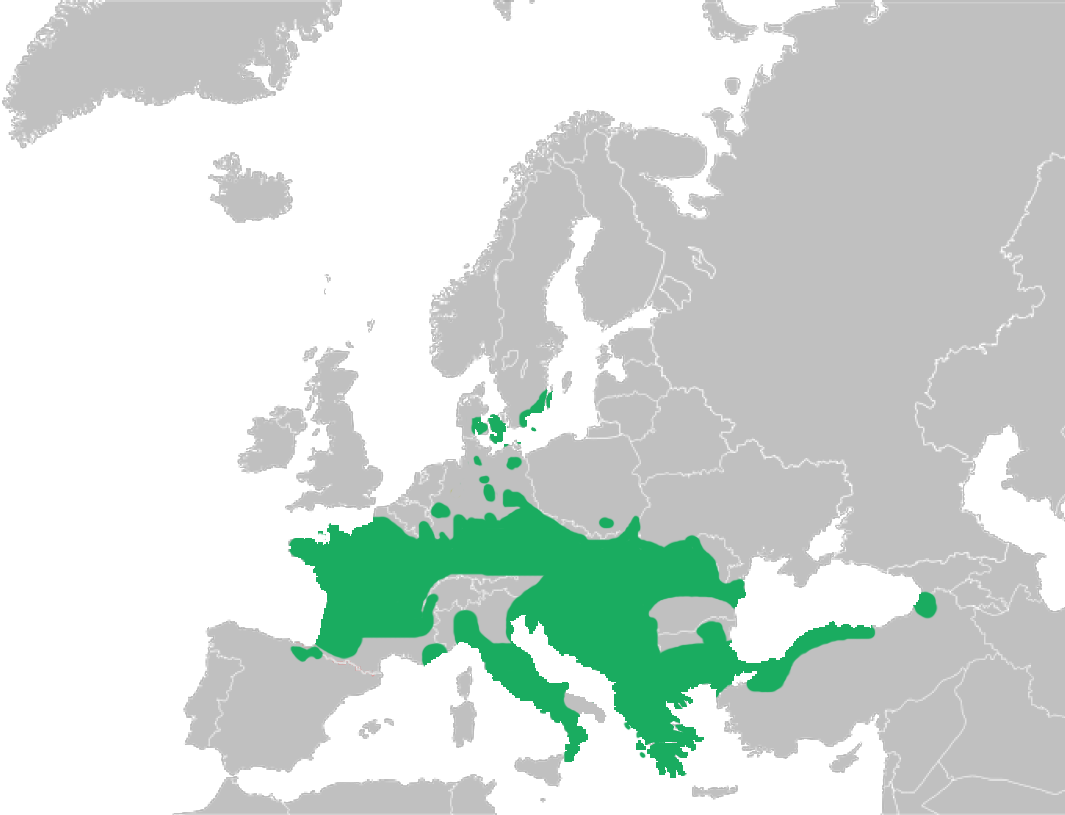
Fig. 3 Distribution.

La grenouille agile est une espèce européenne dont l'aire de répartition s'étend en zones morcelées entre le Sud de la Suède, le Pays basque espagnol, l'Ouest de l'Ukraine et le Nord de la Turquie. Elle est extirpée en Grande-Bretagne, mais réintroduit aux îles Anglo-Normandes.
Elle est répandue partout en France sauf sur les hauts reliefs montagneux et une partie du nord-est. Elle est présente dans le Bassin aquitain, jusqu'à 500 m d'altitude. À de plus hautes altitudes, elle laisse la place au domaine de la grenouille rousse.
- Habitat :

La grenouille agile est principalement une espèce de plaine. Elle ne dépasse pas 570 m dans les Pyrénées, 1 000 m dans le Massif central et les Alpes.
Elle est généralement associée aux boisements et aux fourrés. Elle est présente dans les forêts de feuillus de plaine où sa coloration lui permet de se confondre avec les feuilles mortes. On la trouve aussi dans les boisements alluviaux, les bocages.
Elle peut cohabiter avec d'autres amphibiens (salamandre, rainette, crapaud) mais rarement avec la grenouille rousse. Durant la période de reproduction, on la trouve souvent dans des milieux relativement humides, mais hors de cette période, elle peut fréquenter des milieux secs.

## Mode de vie

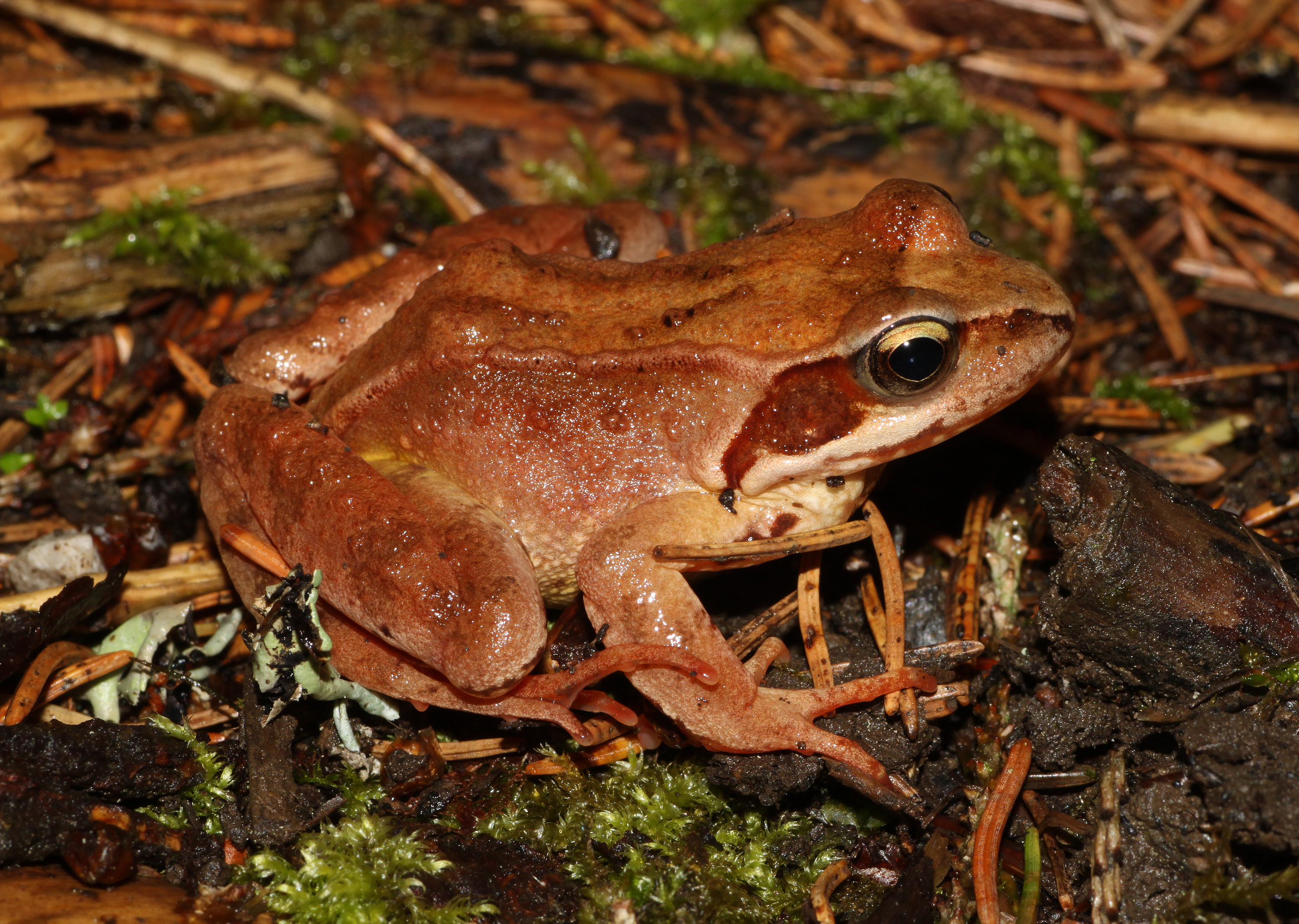
Grenouille agile (Slovénie).

La grenouille agile est active surtout en fin d'après-midi, début de soirée et en début de matinée. En période reproductive, elle est active jour et nuit.
Sur terre, c'est une grenouille extrêmement agile, capable avec ses longues pattes, de faire des bonds de plus de 2 m de long. C'est par contre, une plutôt piètre nageuse quand elle se réfugie dans l'eau en cas de menace.
La grenouille agile est une sédentaire, vivant sur un petit territoire d'environ 40 m2, exploré en une nuit. Le point d'eau nuptial et le terrain de chasse sont séparés d'environ 200 m mais peut atteindre parfois 1 km. Seuls les jeunes sont tolérés sur le territoire tant qu'ils ne partagent pas les mêmes proies.
- Alimentation

Elle se nourrit de petits invertébrés comme des insectes (papillons, coléoptères, orthoptères, fourmis) et d'arachnides. Elle chasse à l'affût la nuit.
- Hibernation

Elle cesse son activité fin octobre ou en novembre. Son hibernation se passe à terre, sans doute à proximité du site de reproduction. Elle hiberne pendant  4 mois.

## Reproduction

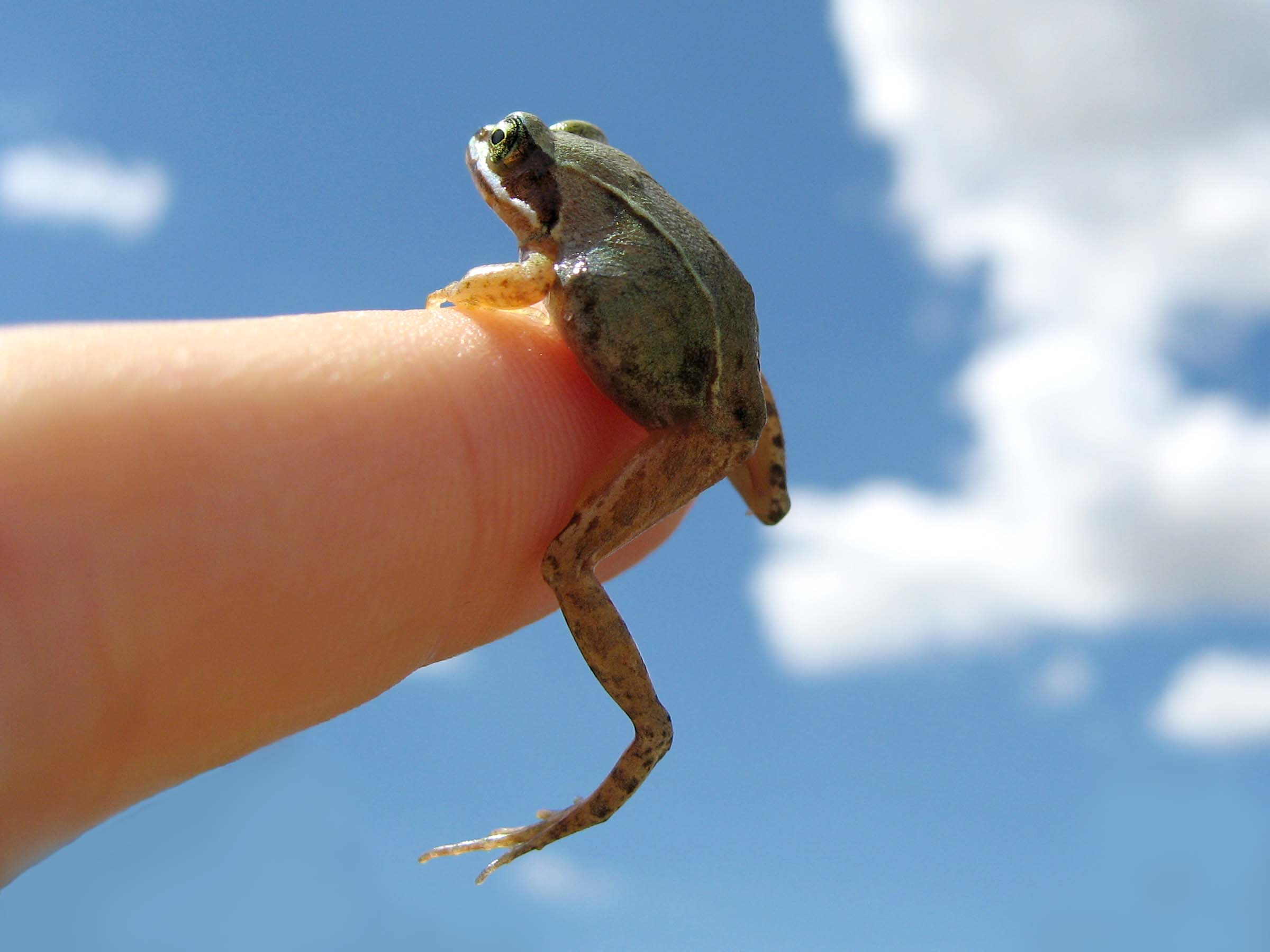
Jeune grenouille agile (Rana dalmatina).

La grenouille agile sort de sa léthargie hivernale en février ou au début mars, lorsque la température de l'air est d'une dizaine de degrés. Par une nuit favorable, les grenouilles agiles migrent en groupe vers le site de ponte qui est généralement une mare ou une zone marécageuse dans une forêt où elle vit le reste de l'année. Si les conditions météorologiques sont favorables, la reproduction est explosive c'est-à-dire qu'elle se déroule en peu de temps.
Les mâles attendent souvent les femelles au fond de l'eau d'où ils font retentir un appel nuptial caractéristique. Ils émettent des séries de "vog...vog...vog" doux et rapides, entrecoupés de silences. À chaque émission sonore, leur gorge se gonfle. Lorsque la plupart des individus chantent sous l'eau, leurs appels restent peu audibles pour nous à terre. Les coassements durent environ 15 jours. Les femelles pleines d'ovules arrivent un peu plus tard.
Le mâle s'approche furtivement de la femelle, lui monte sur le dos en la saisissant sous les aisselles (position d'amplexus axillaire). Il s'agrippe très fermement à elle grâce à ses callosités nuptiales situées près du pouce. Lorsque la femelle désire pondre, elle s'approche d'un paquet de plantes aquatiques et évacue d'un seul coup le contenu de son utérus. Le mâle en profite pour arroser les ovocytes de son sperme. L'amas d’œufs, une boule gélatineuse compacte, reste fixé autour d'une branche ou d'un roseau, comme s'il avait été empalé dessus. Il contient de 450 à 2 100 œufs. Le couple se sépare après la ponte.
Après la reproduction, les femelles sont les premières à quitter mares et fossés, pour gagner le couvert des grandes herbes. Les mâles attendent encore quelques jours et essayent de s'accoupler à nouveau.
L'arrivée et le départ asynchrone des mâles et femelles sur le site nuptial entraîne un sex-ratio fortement biaisé en faveur des mâles au début et à la fin de la période de reproduction. Ils payent alors souvent un fort tribut à la prédation du Putois d'Europe (Mustela putorius). Les mâles en surnombre entrent en compétition pour accéder aux quelques femelles présentes. Des tests génétiques sur les têtards ont révélé une paternité multiple des pontes en début et en fin de période de reproduction. Cette polyandrie ne concerne toutefois que 18 % des amas d’œufs sur l'ensemble des pontes.
Le développement de l'embryon dure au moins 20 à 30 jours. L'éclosion des œufs donne des têtards jaune clair, tachetés de brun, avec une nageoire plus large que chez le têtard de Grenouille rousse et se terminant en pointe plus effilée. Cette phase larvaire dure environ trois mois, entre mars et juillet. Les premières métamorphoses en grenouillettes ont lieu dès la mi-juin. Les jeunes de 12 à 16 mm  émigrent alors vers leur habitat terrestre qu'ils n'abandonneront qu'après leur deuxième ou troisième hiver.
La maturité sexuelle est atteinte vers l'âge de 3 ans. La durée de vie dans la nature est de 4 à 5 ans.

## Génétique
Selon C. Guillemin qui a en 1967 publié le caryotype de cette espèce, le génome de R. dalmatina est regroupé en 26 chromosomes.

## Conservation et protection

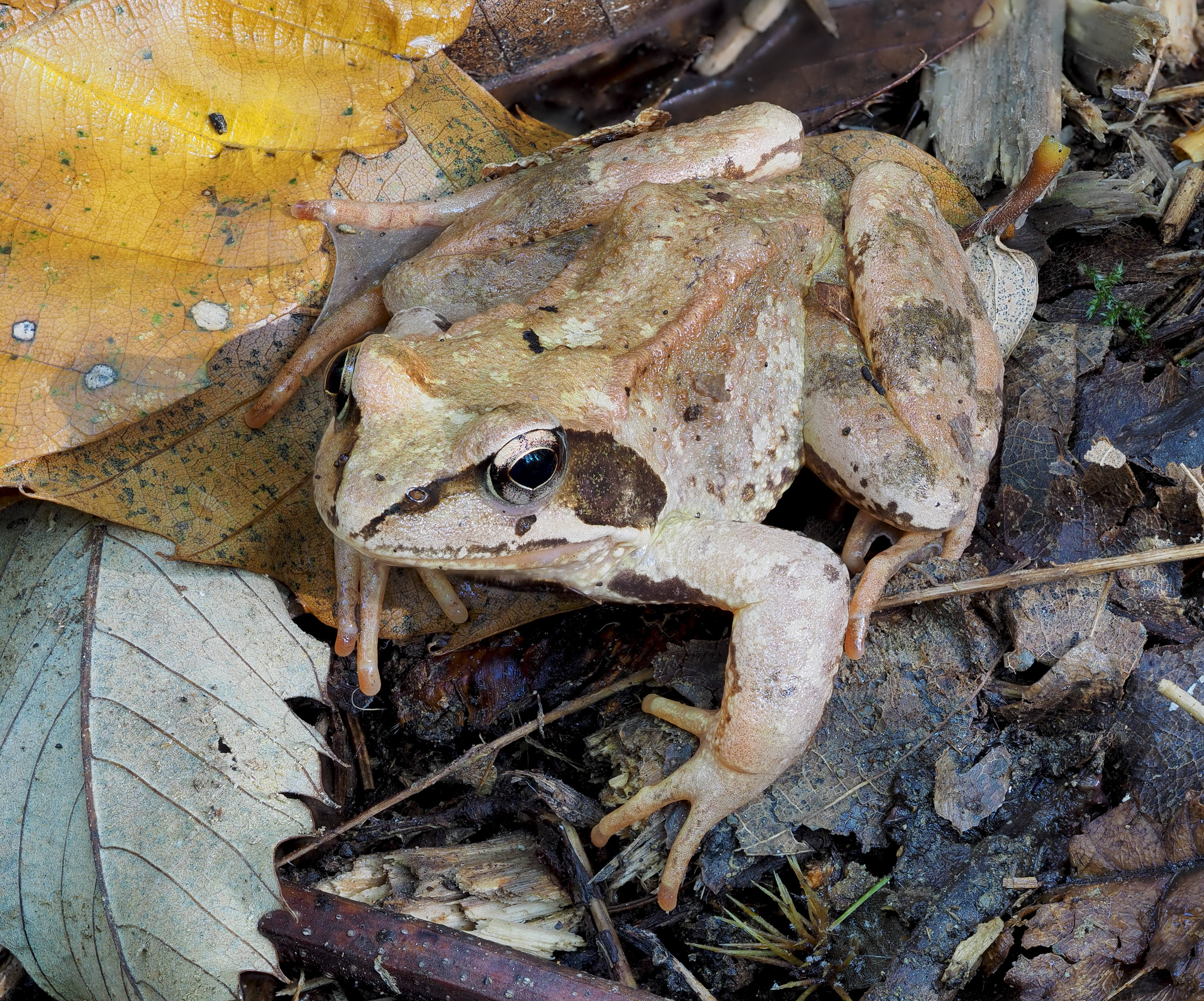
Grenouille en Slovénie.

La grenouille agile est bien représentée dans la plupart des massifs forestiers de plaine et ne semble pas menacée à court terme.
C'est une espèce protégée en France, inscrite à l'annexe IV de la Directive Habitats, à l'annexe II de la Convention de Berne, et classée dans les "espèces à surveiller" de la Liste Rouge des amphibiens et reptiles de France.

## Publication originale
- Bonaparte, 1839 : Iconographia della Fauna Italica per le Quattro Classi degli Animali Vertebrati. Tomo II. Amphibi. Fascicolo 26 (texte intégral).